# Дон Месик
Доналд Ърл „Дон“ Месик (на английски: Donald Earl 'Don' Messick) (7 септември 1926 г. – 24 октомври 1997 г.) е американски озвучаващ актьор, познат с работата си в различни продукции на Хана-Барбера. Най-известните му роли са на Скуби-Ду, Бам Бам Ръбъл и Хопи в „Семейство Флинтстоун“, Астро в „Семейство Джетсън“, Мечето Бу-Бу и Лесничея Смит в „Шоуто на Хъкълбери Хрътката“ и „Шоуто на Мечето Йоги“, кучето Мътли в „Смахнати състезания“ и „Дастардли и Мътли в техните летящи машини“, Гиърс, Рачет и Скавенджър в „Трансформърс“, Татко Смърф в „Смърфовете“ и д-р Бентън Куест в „Джони Куест“.

## Кариера
Първоначално Месик иска да е вентрилоквист и дори си купува кукла за 15 долара. Успехът му идва в средата на 40-те години. Първата му по-голяма роля в озвучаването е тази на Рагеди Анди в радио поредицата „Шоуто на Рагеди Ан“.

## Оттегляне и смърт
През 1996 г. Месик получава инсулт, който го принуждава да се оттегли от озвучаването.
Дон Месик умира на 24 октомври 1997 г. в дома си след втори инсулт.

## Награди
През 1990 г. Месик е удостоен с награда Ани за изключителен принос към изкуството на анимацията.